# Школа № 619 (Санкт-Петербург)
Школа № 619 — ГБОУ Санкт-Петербурга, открытое 1 сентября 2007 года.
Новое здание школы № 619 было открыто совместно с двумя другими школами — № 410 в Пушкинском районе и № 64 в Приморском. Была построена по индивидуальному проекту и содержала современное оборудование, включая компьютерный класс с лицензионным программным обеспечением.
Школа представляет собою целый комплекс из нескольких зданий, и содержит бассейн, два спортивных зала, столовую и концертный зал. Школа является образовательным учреждением полного дня, в котором дети могут находиться с восьми часов утра до семи вечера. В состав комплекса входит не только школа, также детский сад с яслями и загородная дача (лагерь).
Помимо бесплатных услуг в школе предлагаются также и платные. В 2010 году 15 направлений дополнительного образования финансировались государством, и ещё 45 — родителями (например, рисование или шахматы). Смета школы в 2010 году составляла 102 млн рублей, из которых 49 млн было заработано самостоятельно.
В 2012 году было принято решение о слиянии школ № 619 и № 96, что повлекло за собой конфликтную ситуацию.